# Robert Abdesselam
Robert Abdesselam (El-Biar, 27 gennaio 1920 – Parigi, 26 luglio 2006) è stato un tennista francese.

## Biografia
Nato in Algeria, all'epoca colonia francese, ma cresciuto a Parigi ha partecipato al corpo di spedizione francese in Italia durante la seconda guerra mondiale.

## Carriera
Terminato il secondo conflitto mondiale si concentrò sull'agonismo, nei tornei dello Slam vanta come migliore risultato il quarto di finale raggiunto al Roland Garros 1949 dove venne sconfitto da Eric Sturgess, sempre sulla terra parigina giocò i quarti di finale nel doppio dell'edizione 1954 in coppia con Jean Borotra. Fece parte della squadra francese di Coppa Davis dal 1947 al 1953 vincendo undici incontri sui ventuno disputati.
Raggiunse due finali consecutive al Cairo Open nel biennio 1946-47 venendo sconfitto in entrambe le occasioni da Henri Cochet, nel 1950 conquistò il Canadian Championships nel doppio maschile e due anni dopo giocò la finale del doppio a Monte Carlo ma venne sconfitto dalla coppia formata da Frank Sedgman e Grant Golden.